# Noire n'est pas mon métier
Noire n'est pas mon métier est un essai collectif initié par l'actrice française Aïssa Maïga et publié aux Éditions du Seuil le 3 mai 2018. Se présentant comme un « livre-manifeste »,, il se compose de témoignages et réflexions de seize comédiennes françaises noires ou métisses : Nadège Beausson-Diagne, Mata Gabin, Maïmouna Gueye, Eye Haïdara, Rachel Khan, Aïssa Maïga, Sara Martins, Marie-Philomène Nga, Sabine Pakora, Firmine Richard, Sonia Rolland, Magaajyia Silberfeld, Shirley Souagnon, Assa Sylla, Karidja Touré et France Zobda.
L'ouvrage dénonce les discriminations et les stéréotypes dont les femmes noires et métisses sont victimes dans le milieu du cinéma français mais aussi à la télévision, au théâtre et dans le monde culturel en général. Les contributrices de l'ouvrage espèrent ainsi enclencher un véritable mouvement collectif et obtenir une meilleure représentation de la diversité. Certaines sources parlent d'ailleurs, de façon abusive, de « collectif Noire n'est pas mon métier » pour désigner ce groupe d'actrices,,. Celles-ci ont bien créé un collectif un an plus tard, mais il se nomme « DiasporAct, ».

## Genèse

### Contexte: représentation des Noirs dans le cinéma français
Dans l'entre-deux-guerres, les Noirs disposent parfois de rôles intéressants, au point que Joséphine Baker devienne la première star noire du cinéma mondial, et des films comme Daïnah la métisse (1931) obtiennent un certain succès, mais le reflux se fait dès la fin des années 1930.
Si depuis les années 1990, le cinéma américain offre aux Noirs des rôles qui ne sont plus forcément réductibles à leur couleur de peau (Will Smith, Forest Whitaker, Denzel Washington, etc.), tel n'est pas le cas en France. Selon l'acteur Greg Germain, qui a interprété un rôle principal de médecin dans la série Médecins de nuit à la fin des années 1970, la montée du Front national au début des années 1980 aurait d'une certaine manière stoppé les velléités de progrès des acteurs noirs.
Préoccupation fortement soulevée depuis le début des années 2010,,, la place des Noirs dans le cinéma français est particulièrement mise en question en 2016 après la polémique #OscarsSoWhite à Hollywood. Sur France Info, la journaliste Maïté Koda analyse alors les onze cérémonies des César de 2005 à 2015 pour les six catégories d'interprétation et celles de meilleur film et de meilleur réalisateur ; elle dénombre seulement dix nominations d'artistes d'origine africaine ou antillaise (soit 1,6% du total), et seulement deux lauréats (Omar Sy, meilleur acteur en 2012, et Abderrahmane Sissako, meilleur film et meilleur réalisateur en 2015), illustrant ainsi leur faible représentation dans le cinéma français. Sur l'ensemble des trois cérémonies qui se sont déroulées entre la publication de l'article de Maïté Koda et celle de Noire n'est pas mon métier, deux actrices noires ou métisses sont récompensées (Zita Hanrot comme meilleur espoir en 2016 et Déborah Lukumuena comme meilleur second rôle en 2017) et trois autres interprètes noirs ou métisses obtiennent des nominations.
En 2016, le film Bande de filles de Céline Sciamma (dont deux actrices sont impliquées dans le livre Noire n'est pas mon métier) est encensé par la critique, entre autres pour le choix d'une distribution très majoritairement noire, mais d'autres points de vue considèrent au contraire que ce long métrage peut également conforter la place des actrices noires dans des représentations très stéréotypées. Toujours en 2016, Régis Dubois consacre un ouvrage à la question : Les Noirs dans le cinéma français : de Joséphine Baker à Omar Sy.
Lorsque le livre est publié, le film américain Black Panther, premier film Marvel consacré à un super-héros noir, connaît un succès mondial. En revanche, en mars 2018, l'audience est décevante pour la mini-série française Le Rêve français, interprétée par un casting majoritairement noir (dont deux contributrices de Noire n'est pas mon métier, Aïssa Maïga et Firmine Richard, alors qu'une troisième, France Zobda, fait partie des producteurs).

### Genèse de l'ouvrage
Environ un an avant la publication de Noire n'est pas mon métier, Aïssa Maïga visionne le documentaire Ouvrir la voix, réalisé par Amandine Gay. Au début du film, elle y voit son propre nom suivi d'un point d'interrogation, puis plusieurs Françaises, toutes noires, sont interrogées, avec pour défi de lister cinq actrices françaises noires ; Aïssa Maïga est le seul nom qu'elles parviennent à citer. Perturbée par cette prise de conscience, l'actrice décide alors d'écrire un texte à propos de ce statut d'exception et de donner aussi la parole à d'autres actrices françaises noires. Elle contacte alors les futures contributrices du livre au début de l'année 2018. Alors qu'elle travaille sur un autre projet avec la journaliste et éditrice Charlotte Rotman, cette dernière s'investit alors dans la publication du livre. Les textes sont écrits en l'espace d'un mois. Le groupe de contributrices est constitué d'actrices d'âges divers et d'origines géographiques et sociales variées.
Bien que la situation sociale et historique soit différente en France, l'ouvrage s'inspire en partie des évolutions de la société américaine et d'Hollywood en particulier, par exemple du mouvement de protestation « #OscarsSoWhite » qui critiquait l'absence de diversité parmi les nominations des Oscars 2015. La démarche du livre, qui lutte contre les injustices et les inégalités, est également féministe et s'inscrit aussi dans un contexte de libération de la parole des femmes dans la lignée du mouvement MeToo,.

### Promotion et écho de l'ouvrage
Noire n'est pas mon métier paraît le 3 mai 2018. Pour accentuer l'impact du livre, l'éditeur souhaite qu'il sorte au moment d'un évènement cinématographique important. Ainsi, moins de deux semaines après la sortie du livre, pour la promotion de l'ouvrage et de leurs messages, les seize actrices montent ensemble les marches du Palais des festivals, le 16 mai 2018, lors du Festival de Cannes, dans le cadre de la projection du film Burning,. Sur les marches, elles lèvent le poing et dansent sur le titre Diamonds de Rihanna. Cette action intervient quelques jours après une autre montée des marches engagée, celle de 82 femmes pour mettre en avant le faible nombre de réalisatrices sélectionnées durant toute l'histoire du festival.
Rapidement, leur démarche reçoit un écho important en France.
Le 17 juin 2018, à l'exception de Rachel Khan, toutes les contributrices de Noire n'est pas mon métier sont invitées aux côtés d'Angélique Kidjo dans l'émission de France Inter Vous les femmes, présenté par Daniel Morin.
L'ouvrage ne pouvant suffire à faire évoluer la situation, Aïssa Maïga et les autres participantes espèrent qu'il permettra d'ouvrir un dialogue avec les diffuseurs, le CNC et le ministère de la Culture. Le livre s'accompagne par ailleurs de la création d'un collectif appelé Diasporact,.
Rachel Khan et Nadège Beausson-Diagne sont présentes à la première université d'été du féminisme, organisée les 14 et 16 septembre 2018 par le secrétariat d'État pour l'égalité en hommes et femmes.

## Contenu

### Liste des chapitres

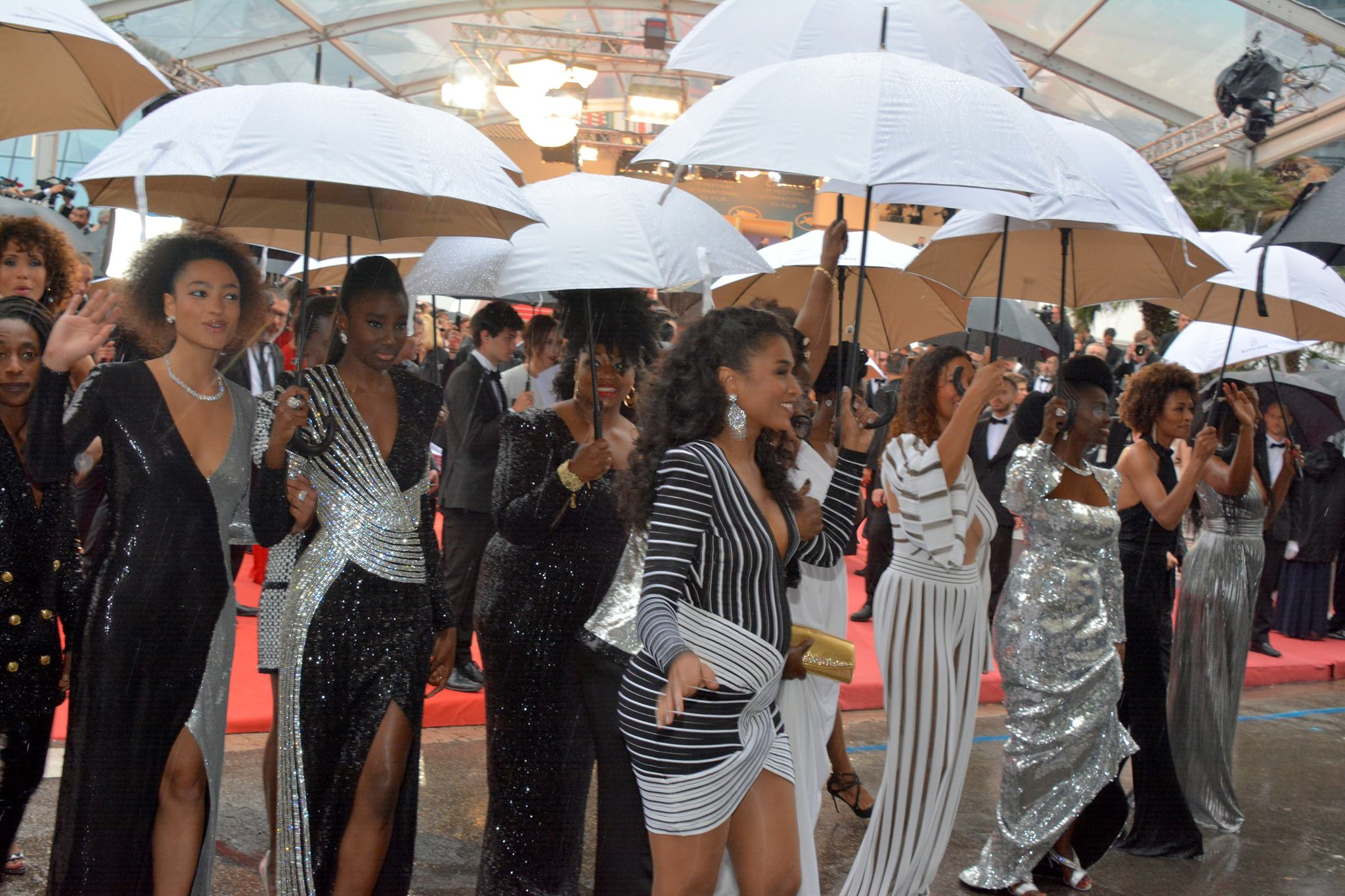
Les contributrices de l'ouvrage lors du Festival de Cannes 2018.

Prologue et remerciments excepté, les différents chapitres sont présentés dans le livre par ordre alphabétique des noms de famille des contributrices.
- Prologue d'Aïssa Maïga : « Noire n'est pas mon métier »
- Nadège Beausson-Diagne : « "Vous allez bien ensemble avec la bamboula" »
- Mata Gabin : « BalancetonPoulpe »
- Maïmouna Gueye : « Bambi »
- Eye Haïdara : « Quand serons-nous banales ? »
- Rachel Khan : « Sans entendre aucun bruit »
- Aïssa Maïga : « Expulsée »
- Sara Martins : « Ces limites que les autres ont tracées pour moi »
- Marie-Philomène Nga : « Des mamans en boubous »
- Sabine Pakora : « L'imaginaire colonial »
- Firmine Richard : « Une héroïne positive »
- Sonia Rolland : « "Pas assez africaine" ou "trop foncée" »
- Magaajyia Silberfeld : « Paris-Los Angeles »
- Shirley Souagnon : « En rire »
- Assa Sylla : « Soulever l'espoir »
- Karidja Touré : « Un rêve de cinéma »
- France Zobda : « Nous raconter librement »
- Remerciements d'Aïssa Maïga

### Messages et idées

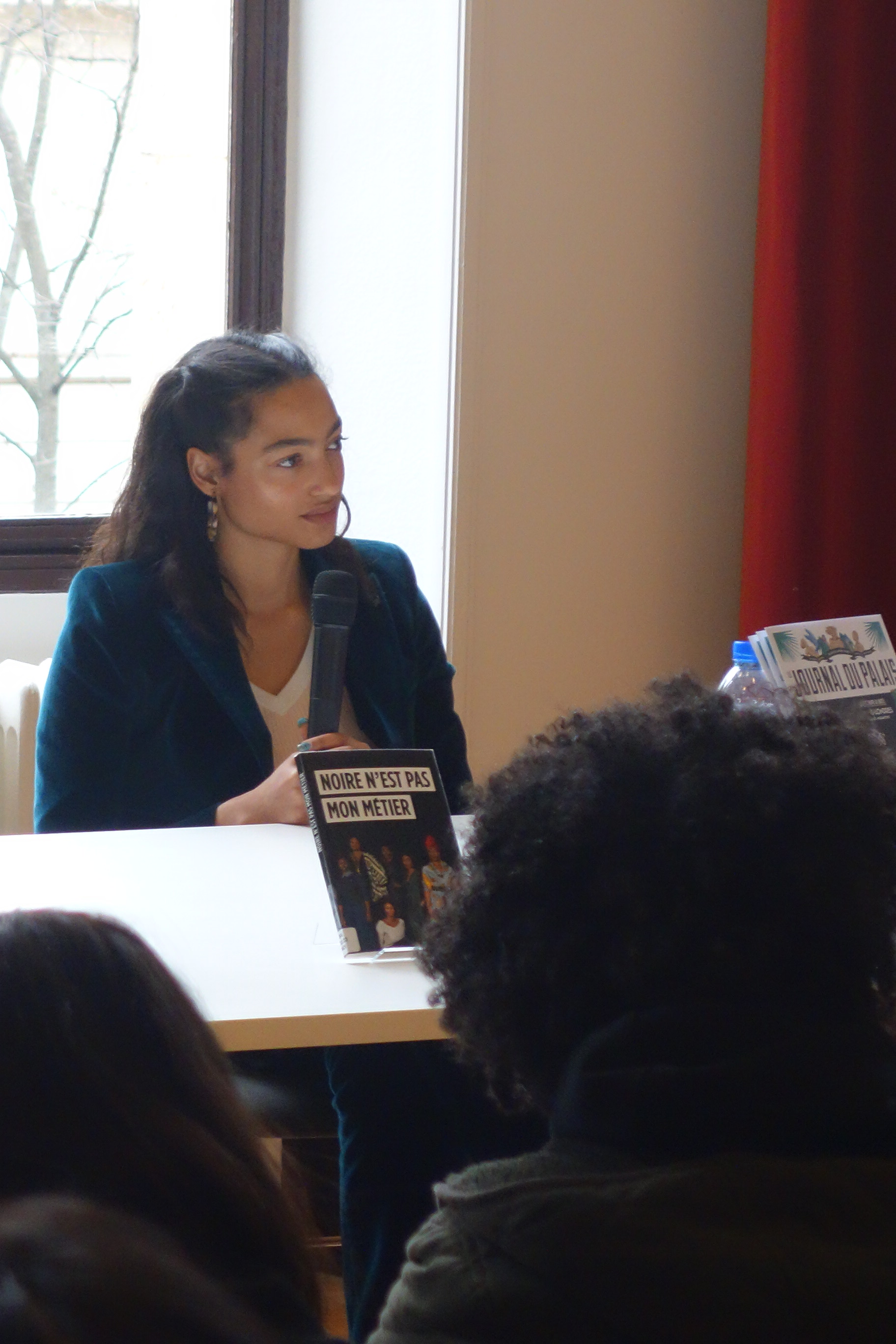
Magaajyia Silberfeld lors d'une rencontre à propos du livre au Musée de l'Histoire de l'immigration à Paris en 2019.

Si la diversité des seize contributrices permet une certaine variété des témoignages et met en avant la singularité de chacune, l'ouvrage est également empreint d'une certaine choralité, avec des problématiques qui se rejoignent, comme la perte de confiance en soi ou la tendance au renoncement. Malgré la gravité des propos, les textes peuvent faire preuve d'humour comme de qualités littéraires voire poétiques.
Le livre fait remarquer le faible nombre de rôles proposés aux actrices noires, notamment pour les personnages les plus importants,. De plus, les protagonistes attribuées aux comédiennes noires, sont généralement subalternes et souvent stéréotypées, avec une récurrence de femmes prostituées, de mères célibataires accumulant les difficultés, de « mamas en boubous », d'infirmières, ou encore d'immigrantes, régulièrement affublées d'un fort accent « africain ». Les comédiennes revendiquent ainsi la possibilité d'obtenir n'importe quel type de rôle. Inversement, ces actrices ont rarement la possibilité d'interpréter d'autres rôles, par exemple des avocates. Plusieurs contributrices, comme Karidja Touré, remarquent une évolution récente mais toutes appellent à une accélération de ce changement d'état d'esprit.
D'autre part, les différents témoignages mettent en avant les humiliations subies par les actrices noires, notamment lors des castings, ainsi que les actes de harcèlement sexuel et la vision fantasmée et érotisée du corps des femmes noires,. L'ouvrage fait parfois référence aux acteurs noirs et à d'autres minorités, mais, la parole étant laissée seulement à des actrices noires et métisses, il est sous-tendu par un féminisme intersectionnel,.
Les différentes anecdotes négatives ne nomment pas les personnes ni les œuvres concernées, mais il est possible d'en identifier quelques-uns, notamment le film L'Âge d'homme... maintenant ou jamais ! qu'Aïssa Maïga évoque sans l'identifier quand elle s'indigne d'avoir été absente de l'affiche. En revanche, même si certaines restent également anonymes, des personnes sont saluées pour leur attitude ou leurs décisions, comme Céline Sciamma, Coline Serreau, François Ozon, Alain Maratrat (en) ou encore Alexandre Castagnetti.
Les différents constats et les indignations n'impliquent pas de victimisation de la part des contributrices, qui laissent aussi la place à l'espoir et à la volonté d'aller de l'avant,.
Dans son ouvrage Art du politiquement correct paru en 2019, l'essayiste Isabelle Barbéris se demande « dans quelle mesure une pétition  [sic] comme "Noire n'est pas mon métier" ne participe pas, au bout du compte, à la racialisation de l'art qu'elle entend dénoncer »[source insuffisante].

## Film
Le propos de onze actrices du livre est repris dans le film documentaire Pygmalionnes sorti en janvier 2020.

## Édition
- Aïssa Maïga (dir.), Nadège Beausson-Diagne, Mata Gabin, Maïmouna Gueye, Eye Haïdara, Rachel Khan, Sara Martins, Marie-Philomène Nga, Sabine Pakora, Firmine Richard et al., Noire n'est pas mon métier, Paris, Éditions du Seuil, 3 mai 2018, 128 p. (ISBN 978-2021401196)